# Bibliographie sur Grenoble
Cet article propose une bibliographie concernant la ville de Grenoble et plus particulièrement l'histoire de Grenoble. Après un premier chapitre regroupant des ouvrages traitant de l'ensemble de l'histoire de la ville, deux autres chapitres classent des ouvrages selon une période considérée, puis selon une thématique précise.

## Ouvrages généraux
- Jean-Joseph-Antoine Pilot-de-Thorey, Histoire de Grenoble et ses environs: depuis sa fondation sous le nom de Cularo, Édition Baratier frères, Grenoble, 1829[1]
- Jean-Joseph-Antoine Pilot-de-Thorey, Histoire municipale de Grenoble, 2e partie, Imprimeur Mainsonville, 1851[2]
- Emmanuel Pilot de Thorey, Notes pour servir à l'histoire de Grenoble, Éditions Xavier Drevet, Grenoble, 1880[3]
- Auguste Prudhomme, Histoire de la ville de Grenoble, Ed. Allier, Grenoble
- Auguste Prudhomme, Histoire de Grenoble, Alexandre Gratier, Grenoble, 1888[4]
- Jean-Joseph-Antoine Pilot de Thorey, Histoire municipale de Grenoble (2 tomes), Éditeur Xavier Drevet, Grenoble,
- Albert Albertin et André Albertin (fils), Histoire contemporaine de Grenoble et de la région dauphinoise (1848-1855), Éditions Alexandre Gratier, 1900[5]
- Albert Albertin et André Albertin (fils), Histoire contemporaine de Grenoble et de la région dauphinoise (1855-1862), Éditions Alexandre Gratier, 1900[6]
- Paul Dreyfus, Grenoble: de l'âge du fer à l'ère atomique, Librairie Anthème Fayard, 1961
- P. et G. Veyret, F. Germain, Grenoble capitale alpine, éditions Arthaud, Grenoble, 1967[7]
- Bernard Bligny (dix auteurs sous la direction de), Histoire du Dauphiné, Éditions Privat, Toulouse, 1973
- Vital Chomel, Histoire de Grenoble, Éditions Privat, Toulouse, 1976
- Paul Dreyfus, Histoire du Dauphiné, Librairie Hachette, 1976,  (ISBN 2-01-001329-8)
- Jean Serroy, Grenoble d'hier à aujourd'hui, Les Éditions de l'aurore, 1991
- Gilbert Bouchard, L'histoire de l'Isère en BD, tomes 1 à 5, Éditions Glénat, Grenoble, 2001
- Sonia et François Dardelet, Grenoble vue d'en haut vue d'en bas, Studio Dardelet, Grenoble, 2002  (ISBN 2-95-060666-0)
- Claude Muller, Histoires extraordinaires du Dauphiné, Éditions Gérard Tisserand, 2004,  (ISBN 2-84494-256-3)[8]
- Alexandre Mavridis, Grenoble, ville d'histoire et de passion, La Société des écrivains, Paris, 2006,  (ISBN 2-7480-3346-9)
- Séverine Cattiaux, Grenoble d'antan, Hc éditions, Paris, 2008,  (ISBN 2-91-120796-3)
- Sous la direction de René Favier, Grenoble : histoire d'une ville, Éditions Glénat, Grenoble, 2010  (ISBN 978-2-7234-7906-6)
- Bloch Daniel (dir.), Grenoble, cité internationale, cité des innovations - Rêves et réalités, Presses Universitaires de Grenoble, 2011
- Lionel Montico et Marie-Hélène Paturel, Grenoble, Déclics, 2011 (ISBN 978-2-84768-249-6 et 2-84768-249-X)
- Daniel Bloch (sous la direction de), Réinventer la ville, regards croisés sur Grenoble, Presses universitaires de Grenoble, 2013  (ISBN 978-2706118272)
- Adrien Bostmambrun Grenoble insolite et secrète, éd. Nouvelles Editions Sutton,  novembre 2019  (ISBN 978-2813813114)

## Bibliographie par période

### Période gallo-romaine
- Jacques-Joseph Champollion-Figeac, Antiquités de Grenoble ou histoire ancienne de cette ville, Imprimerie J.H. Peyronard, 1807[9]
- Jacques-Joseph Champollion-Figeac, Nouveaux éclaircissemens sur la ville de Cularo, aujourd'hui Grenoble, J.B. Sajou, Paris, 1814[10]
- Renée Colardelle et P.A. Février, Grenoble, dans Topographie chrétienne des cités de la Gaule des origines au milieu du VIIIe siècle, Gauthier N., Picard J.C. (dir.), Paris, 1986
- Renée Colardelle, Grenoble aux premiers temps chrétiens, Éditions imprimerie nationale (guide archéologique de la France), Paris, 1992,  (ISBN 2-11-081269-9)
- Jean-Claude Michel, Grenoble antique, Éditeur Claix, 1999
- René Ripoll, Mémoires de Grenoble, Éditions l'Atelier, Gières, 1999
- Renée Colardelle, Grenoble aux premiers temps chrétiens, L'Archéologue, Archéologie nouvelle, no 57, 2001-2002, p. 13-16  (ISSN 1255-5932)
- Renée Colardelle, Grenoble en royaume burgonde. Actes des journées d'études : Des burgondes au Royaume de Bourgogne (Ve - Xe siècle), P. Paravy (dir.), Grenoble, 26 et 27 octobre 2001
- Alain de Montjoye, Dominique Chancel, Le groupe cathédrale de Grenoble, Musée de l'ancien évêché, 2001  (ISBN 2-905375-40-X)
- Bernard Rémy et Jean-Pascal Jospin, Grenoble à l'époque gallo-romaine d'après les inscriptions, Presses universitaires de Grenoble, 2002  (ISBN 2-7061-1051-1)
- Bernard Rémy et Jean-Pascal Jospin, Cularo Gratianopolis Grenoble, Presses universitaires de Lyon, 2006  (ISBN 2-7297-0759-X)[11]
- Renée Colardelle, La ville et la mort, Saint-Laurent de Grenoble, 2000 ans de tradition funéraire, Bibliothèque de l'Antiquité tardive no 11, Brepols Publisher, 2008  (ISBN 978-2-503-52818-2)
- Renée Colardelle, Saint-Laurent de Grenoble, de la crypte au musée archéologique, Presses universitaires de Grenoble, 2013  (ISBN 978-2-7061-1752-7)

### Moyen Âge
- Emmanuel Pilot de Thorey, Catalogue des actes du dauphin Louis II : devenu le roi de France Louis XI, t. 1, Grenoble, Maisonville, 1899[12]
- Emmanuel Pilot de Thorey, Catalogue des actes du dauphin Louis II : devenu le roi de France Louis XI, t. 2, Grenoble, Maisonville, 1899[13]
- Ferdinand Chavant, La peste à Grenoble 1410-1643, A Storck, Lyon, 1903[14]
- Pierre Vaillant, De la capitale des Dauphins à la ville de Parlement (1226-1453), Toulouse, Éditions Privat, 1976
- Jean Silve de Ventavon, Bayard, chevalier sans peur et sans reproche, Éditions Lanore, Paris, 2003  (ISBN 2-85157-208-3)
- Eric Tasset, Châteaux forts de l'Isère, Éditions de Belledonne, Grenoble, 2005  (ISBN 2-911148-66-5)

### Renaissance
- Edmond Maignien, L'Imprimerie : Les imprimeurs et les libraires à Grenoble, du XVe au XVIIIe siècle, Impr. G. Dupont, 1884
- Louis Royer, Les musiciens et la musique à l'ancienne collégiale Saint-André de Grenoble, du XVe au XVIIIe siècle, 1938 ; réimpression : Genève, Minkoff Reprints, 1972
- Stéphane Gal, Grenoble au temps de la Ligue, Presses universitaires de Grenoble, 2000  (ISBN 2-7061-0950-5)

### Révolution française
- Joseph-Michel-Antoine Servan, Discours sur les mœurs, prononcé au parlement de Grenoble en 1769, Joseph-Sulpice Grabit, Lyon, 1769[15]
- Délibération des citoyens de la ville de Grenoble du 15 juillet 1789[16]
- Paul Thibaud, Études sur l'histoire de Grenoble et du département de l'Isère pendant la Terreur, Dauphin et Dupont, Grenoble, 1879, 87 p..
- Ville de Grenoble, Documents historiques sur les origines de la Révolution dauphinoise de 1788, Imprimerie Breynat et Cie, Grenoble, 1888[17]
- Jean Sgard, Les trente récits de la Journée des Tuiles, Presses universitaires de Grenoble, 1988  (ISBN 2706103108)
- Eugène Chaper, La Journée des Tuiles à Grenoble (7 juin 1788) : Documents contemporains en grande partie inédits recueillis et publiés par un vieux bibliophile dauphinois, Ed. du Bicentenaire de la Révolution, Reprod. de l'éd. : Grenoble, impr. F. Allier père et fils, 1888, Les Points Cardinaux, Meylan, 1988  (ISBN 2-906728-04-7)

### Période moderne
- Gustave Vallier, Documents pour servir à l'histoire de Grenoble en 1814 et 1815, Alphonse Merle et Cie éditeurs, Grenoble, 1860[18]
- Jacques Berriat-Saint-Prix, Napoléon Ier à Grenoble, Maisonville et fils et Jourdan, Grenoble, 1861[19]
- Exposition internationale de la houille blanche et du tourisme - Guide catalogue officiel - 2e édition - Grenoble Société d'Édition et de publicité Saumane, 1925
- Exposition internationale de la houille blanche et du tourisme : rapport général par Raoul Blanchard ; Grands établissements de l'imprimerie générale, 1925
- Exposition internationale de la houille blanche et du tourisme : Livre d'or et palmarès officiel.
- Claude Muller, Grenoble autrefois, Éditions des 4 seigneurs, 1974  (ISBN 2-85231-011-2)
- Jean-François Parent dans le catalogue de l'exposition Le roman des Grenoblois 1840-1980, Musée dauphinois, 1982
- Kathryn Norberg, Rich and Poor in Grenoble 1600-1814, University of California Press, 1985,  (ISBN 0-520-05260-9)[20]
- Anne Cayol-Gerin et Marie-Thérèse Chappert, Grenoble, richesses historiques du XVIe au XVIIIe siècle, Éditions Didier Richard, Grenoble, 1991  (ISBN 2-7038-0075-4)
- René Favier, Les villes du Dauphiné aux XVIIe et XVIIIe siècles, Presses universitaires de Grenoble, 1993  (ISBN 2706105259)
- Jean-Jacques de Corcelles, Grenoble autrefois: images retrouvées de la vie quotidienne, Éditions Horvath, 1988
- Gilbert Coffano, Grenoble (tome 1), coll. « Mémoire en images », A. Sutton, Joué-les-Tours, 1998  (ISBN 2-84253-146-9)
- Claude Muller, Heurs et malheurs du Dauphiné, Éditions Gérard Tisserand, Clermont-Ferrand, 2000  (ISBN 2-84494-027-7)[21]
- Claude Muller, L'Isère 1900-1920, Éditions De Borée, 2000, Clermont-Ferrand, 2000  (ISBN 2-84494-044-7)
- Gilbert Coffano, Grenoble (tome 2), coll. « Mémoire en images », A. Sutton, Joué-les-Tours, 2001  (ISBN 2-84253-653-3)
- Olivier Cogne, Rendre la justice en Dauphiné, Presses universitaires de Grenoble, 2003  (ISBN 2-7061-1175-5)

### La Seconde Guerre mondiale
- Lucienne Gosse, Chronique d'une vie française. René Gosse : 1883-1943, Plon, Paris, 1963
- Pierre Bolle, Grenoble et le Vercors: de la Résistance à la Libération, 1940-1944 : actes du colloque tenu à Grenoble à l'Institut d'études politiques, La Manufacture, 1985
- Grenoble, Charles de Gaulle, Isère, Édition musée dauphinois, 1990  (ISBN 2-905375-05-1)
- Georges Avallet, Et Grenoble explosa : une chronique des années de sang : 1940-1944, Impr. Cluze-Ballouhey, Saint-Marcellin (Isère), 1994  (ISBN 2-910597-00-8)
- Philippe Barrière, Grenoble à la Libération : 1944-1945 : opinion publique et imaginaire social, L'Harmattan, Paris, 1995  (ISBN 2-7384-3927-6)[22]
- Pierre Giolitto, Grenoble 40-44, Librairie académique Perrin, 2001  (ISBN 2-262-01326-8)
- Pierre Giolitto, Histoire des groupes francs grenoblois, Presses universitaires de Grenoble, 2003
- Claude Muller, Les sentiers de la liberté, Édition De Borée, Romagnat, 2003  (ISBN 2-84494-195-8)[23]
- Jean-Claude Duclos et Olivier Ihl, Grenoble en résistance, parcours urbains : 1939-1945, Éditions Dauphiné libéré, Grenoble, 2004  (ISBN 2-911739-62-0)
- Bernard Montergnole, La Presse quotidienne grenobloise (septembre 1939-août 1944), Presses universitaires de Grenoble, 2004  (ISBN 2-7061-1198-4)
- Paul Giniewski, Une résistance juive : Grenoble 1943-1945, Cheminements, Turquant, 2009  (ISBN 978-2-84478-790-3)[24]
- Imre Boc, Grenoble, de l'occupation à la liberté, Presses universitaires de Grenoble, 2012  (ISBN 978-2-7061-1687-2)
- Gil Emprin, Gaston Valois, la République à mourir, Édition Musée de la Résistance et de la Déportation de l'Isère, 2013
- La Libération entre Alpes et Rhône, Olivier Cogne, Éditions le Dauphiné libéré, Grenoble, 2014  (ISBN 978-2-8110-0045-5)

## Bibliographie par thèmes

### Géologie et topographie de la ville
- Jean Pilot-de-Thorey, Recherches sur les inondations dans la vallée de l'Isère depuis 1219 jusqu'à nos jours, Maisonville, Grenoble, 1856[25]
- Auguste Bouchayer, Le Drac dans la plaine de Grenoble de 1280 à 1651, Revue de géographie alpine, 1925
- Auguste Bouchayer, Le Drac et ses affluents, Revue de géographie alpine, 1925, tome 13
- Le serpent et le dragon: Grenoble et ses deux rivières, Bibliothèque municipale de Grenoble, 1995,  (ISBN 2-907-420-29-1)
- Nicolas Krautberger, Les ponts de Grenoble aux XVIIe et XVIIIe siècles, mémoire de maîtrise sous la direction de René Favier, université PMF, 2004 - cote R.12781(1) et (2)
- Hubert Arnaud, Histoire de la géologie grenobloise : 1824-1999, Association Dolomieu, Grenoble, 2008,  (ISBN 978-2-9531444-0-6)
- Denis Cœur, La Plaine de Grenoble face aux inondations : genèse d'une politique publique du XVIIe au XXe siècle, Éditeur Quae, Versailles, 2008,  (ISBN 978-2-7592-0108-2)[26]
- Collectif Diverticimes, préface de Mario Colonel, Grenoblicimes, Éditions Glénat, Grenoble, 2013,  (ISBN 9782723497442)

### Quartiers, rues, ponts et portes
- Guy Allard, Œuvres diverses : La description historique de la ville de Grenoble, Grenoble, Jean Verdier impr., 1704 (réimpr. Hyacinthe Gariel, Bibliothèque historique et littéraire du Dauphiné, t. 1, Grenoble, E. Allier impr., 1864, 489 p.), p. 241-248[27]
- Édouard Brichet et Henry Rousset, Histoire illustrée des rues de Grenoble, Éditeur J. Baratier, 1893
- Claude Muller, Grenoble, des rues et des hommes, Éditions Dardelet, Grenoble, 1975  (ISBN 2-900736-01-3)
- Paul Dreyfus, Les rues de Grenoble, histoire illustrée des 815 rues, Éditions Glénat, Grenoble, 1992
- Union des habitants du quartier Exposition-Bajatière, La Bajatière, histoire d'un quartier de Grenoble, 1998.
- Colombe Césarini, La Bajatière, histoire d'un quartier de Grenoble, Union de quartier, Éditeur Lycée Argouges, 1998
- René Fonvieille, (collectif), Le vieux Grenoble, tomes 1 à 3, Éditions Roissard, 1968, Grenoble
- Bernard Bonhomme, Du faubourg à la ville, constitution du quartier de Verdun, catalogue d'exposition du quartier Mutualité du 14 mars au 24 avril 1994
- Thierry Maillot, Yann Seroz, Jean-Marc Vidal, Un village dans la ville - la cité-jardins Paul-Mistral, Grenoble 1925 - 1960, Éditeur Paroles d'aube, 1996
- Nicolas Krautberger, Les ponts de Grenoble aux XVIIe et XVIIIe siècles, mémoire de maîtrise sous la direction de René Favier, université PMF, 2004 - BMG cote R.12781(1) et (2)
- René Bourgeois, Stephan Corporon et Vincent de Taillandier, Promenades dans Grenoble, Grenoble, Presses universitaires de Grenoble, 2004  (ISBN 2706110015)
- Mémoire de l'île, Union de quartier Île Verte, Presses universitaires de Grenoble, seconde édition, 2006  (ISBN 2-7061-1258-1)
- Gilbert Bouchard, Les rues de Grenoble, éditions Glénat, Grenoble, 2006  (ISBN 2-7234-5163-1)
- Grandes et petites histoires des rues du quartier Exposition-Bajatière, Éditions Patrimoine et développement, Grenoble, 2007
- Mad in Saint-Bruno, Édition du Théâtre 145, Grenoble, 2009

### Urbanisme
- Pierre Melquiond, Grenoble en 1946, Revue de géographie alpine, volume 38, p. 117-155, 1950[28]
- Grenoble deux siècles d'urbanisation, Jean-François Parent, Presses universitaires de Grenoble, 1982  (ISBN 2-7061-0214-4)
- Maurice Mercier, Histoire des fortifications de Grenoble de l'an 43 av. J.-C. à 1900, Imprimerie Guirimand, Grenoble, 1976
- Pierre Frappat, Grenoble le mythe blessé, Éditions Alain Moreau, Paris, 1979  (ISBN 2-852090554)
- Robert Bornecque, La Bastille et les fortifications de Grenoble, Sté alpine de documentation et de recherche en archéologie historique, Grenoble, 1986
- Jacques Joly, Jean-François Parent, Paysage et politique de la ville : Grenoble 1965-1985, Presses universitaires de Grenoble, 1988  (ISBN 2-7061-0326-4)
- Ville de Grenoble, Grenoble, guide d'architecture et d'urbanisme, archives et documents de 1770 à 1851, fascicule no 1, 1990,  (ISBN 2-908624-01-X)
- Grenoble et son agglomération, Revue de géographie alpine, hors série, 1993,  (ISBN 2-903095-21-3)
- Madeleine Lassère L'espace urbain et la mort: la création d'un cimetière communal à Grenoble dans les Cahiers d'histoires no 2, 1994
- Jacques Joly, Formes urbaines et pouvoir local, Presses Universitaires Mirail-Toulouse, 1995,  (ISBN 978-2858162376)[29]
- René Favier, Urbanisme et politique à Grenoble au XVIIIe siècle, Presses universitaires de la Méditerranée, Montpellier, 2000
- Robert Bornecque, La route des fortifications dans les Alpes, Éditions du huitième jour, Paris, 2006
- Jean-François Parent, 30 ans d'intercommunalité : histoire de la coopération intercommunale dans l'agglomération grenobloise, Édition la pensée sauvage, Grenoble, 2002  (ISBN 2-85919-181-X)
- Jean-François Parent, Gérald Dulac, Aménager un territoire, 1965/2005 l'agglomération grenobloise et son avenir, Édition la pensée sauvage, Grenoble, 2005  (ISBN 2-85919-212-3)
- Yasmine Bendjador, Les agences d'urbanisme en France métropolitaine, des outils évolutifs ?, Université François-Rabelais de Tours, Tours, 2007[30],
- Gilles Peissel, Grenoble, métamorphose d'une ville, éditions Glénat, Grenoble, 2011  (ISBN 978-2-7234-8398-8)
- Gilles Peissel, Grenoble, un campus entre ville et montagne, Presses universitaires de Grenoble, 2012
- Pierre Jayet et Nadine Epron, Grenoble métropole du XXIe siècle, Ed. Xodus Imacom, 2013  (ISBN 978-2-9533083-7-2)
- Daniel Bloch, Romain Lajarge, Grenoble, le pari de la métropole, Presses universitaires de Grenoble, 2016,  (ISBN 9782706124907)

### Architecture
- J.J. Champollion-Figeac, Dissertation sur un monument souterrain existant à Grenoble, Grenoble, 1803
- Jean-Joseph-Antoine Pilot de Thorey, Notice sur l'église de Saint-André de Grenoble, Imprimerie de Maisonville, Grenoble, 1851[31]
- Jean-Joseph-Antoine Pilot de Thorey, Notice sur l'église de Saint-Laurent de Grenoble, Grenoble, 1864
- Pierre Baffert, Alfred Berruyer, architecte dauphinois (1819–1901) : sa vie, son œuvre, Grenoble, Édouard Vallier imprimeur-éditeur, 1903, 45 p. (OCLC 490956060)
- Joseph Roman, Histoire et description du musée-bibliothèque de Grenoble, Éditeur Librairie Plon, Nourrit et Cie, (vers 1890?), Paris
- R. Girard, La crypte de l'église Saint-Laurent de Grenoble, Congrès Archéologique du Dauphiné, Paris, 1974
- J. Hubert, La crypte Saint-Laurent de Grenoble et l'art du Sud-Est de la Gaule au début de l'époque carolingienne, Atti del IIo convegno per lo studio dell'arte dell'alto Medioevo, Pavia, 1953
- Renée Colardelle, L'église Saint-Laurent de Grenoble, un site religieux témoin d'histoire urbaine devient un musée de site, Catalogue de l'exposition " Archéologie et projet urbain ", De Luca Editione, 199, Rome, 1985
- A. Barbet et R. Colardelle, Un mausolée peint du IVe siècle découvert à Saint-Laurent de Grenoble, Actes du Colloque 2e du C.N.R.S. Enduits peints et peintures murales du IVe au IXe siècle, Auxerre, 1992
- Renée Colardelle, Saint-Laurent et le groupe épiscopal de Grenoble : deux complexes religieux, deux manières. Actes du colloque Autour de l'église, Genève, 5-6 septembre 1997. Patrimoine et architecture, Archéologie médiévale dans l'arc alpin, cahier no 6-7, mars 1999
- Marc Fénoli et Béatrice Méténier, La Bastille de Grenoble et son téléphérique, Éditeurs Les affiches de Grenoble et du Dauphiné et la régie du téléphérique, septembre 2006,  (ISBN 2952746001)
- Gabrielle Sentis, Grenoble aux trois roses, éditions Didier Richard, Grenoble, 1985
- Cyrille Simonnet, Le Musée-Bibliothèque de Grenoble, Presses universitaires de Grenoble, 1987,  (ISBN 2-7061-0285-3)
- Florence Lipsky, Le grand garage hélicoïdal, 1988, Rapport de recherche à l'école d'architecture de Grenoble, Bibliothèque d'étude de Grenoble
- Anne Cayol-Gerin et Marie-Thérèse Chappert, Grenoble : Richesses historiques du XVIe siècle au XVIIIe siècle, Éditions Didier Richard, Grenoble, 1991,  (ISBN 2-7038-0075-4).
- Françoise Goyet, Grenoble, cœur de pierre, Édition Loire, 1996
- Cédric Avenier, Alfred Berruyer (1819-1901), la volonté d’un architecte diocésain, Éditions La Pierre et l'Écrit, 2002.
- Gilles Peissel, Grenoble le patrimoine au cœur!, Ville de Grenoble, 2005,  (ISBN 2-9509736-8-X)
- Cédric Avenier, De la raison en architecture : projets et chantiers des églises Saint-Bruno de Grenoble et de Voiron au XIXe siècle, Livraison d’histoire de l’architecture, (revue de l’École des Chartes et de l’Université Panthéon-Sorbonne), 1er semestre 2006[32]
- Bernard Ciancia, Le Stade des Alpes : Grenoble, Grenoble-Alpes Métropole, 2009,  (ISBN 978-2-7466-1392-8)
- Gilles-Marie Moreau, Le Saint-Denis des Dauphins: histoire de la collégiale Saint-André de Grenoble, Éditeur L'Harmattan, Paris, 2010[33]  (ISBN 978-2-296-13062-3)
- Chantal Spillemaecker, (collab. Petruta Vlad), Sainte-Marie-d'en-Haut à Grenoble : quatre siècles d'histoire, Patrimoine en Isère : Musée Dauphinois, Grenoble, 2010,  (ISBN 978-2-35567-041-1)
- Elodie Peiffer, L'art nouveau à Grenoble, Grenoble, Éditions CIRIG, 2010, 42 p. (ISBN 978-2-917984-00-0).
- Gilles-Marie Moreau, La cathédrale Notre-Dame de Grenoble, Éditeur L'Harmattan, Paris, 2012[34]  (ISBN 978-2-336-00250-7)
- Cédric Avenier, L'ordre du béton, la tour Perret de Grenoble, Éditions Craterre, Grenoble, 2013,  (ISBN 978-2-906901-74-2)

### Justice
- Remontrances du Parlement de Grenoble, Grenoble, 1756[35]
- Louis Grimaud, Journal de la cour de Grenoble, Imprimerie Joseph Baratier, Grenoble, 1907[36]
- Sous la direction de René Favier, Le parlement de Dauphiné des origines à la Révolution, Presses universitaires de Grenoble, Grenoble, 2001  (ISBN 2-7061-0987-4)
- Paul Dreyfus, Grenoble et ses avocats, d'hier à aujourd'hui, Presses universitaires de Grenoble, 2002  (ISBN 9782706110870)
- Olivier Chaline, Yves Sassier (sous la direction), Les Parlements et la vie de la cité XVIe au XVIIIe siècle, Université de Rouen, 2004  (ISBN 2-87775-362-X)[37]

### Culture
- Aimé Champollion-Figeac, Les poésies du duc Charles d'Orléans publiées sur le manuscrit de la bibliothèque de Grenoble, Imprimerie J. Belin-Leprieur, Paris, 1842[38]
- Catalogue des tableaux et objets d'art du musée de Grenoble, F. Allier, Grenoble, 1844[39]
- Hyacinthe Gariel, La bibliothèque de Grenoble, 1772-1878, Imprimerie Dauphin et Dupont, Grenoble, 1878[40]
- Catalogue des tableaux, statues, bas-reliefs et objets d'art exposés dans les galeries du musée de peinture et de sculpture, Imprimerie générale, Grenoble, 1901[41]
- Marcel Reymond, Grenoble et Vienne, H. Laurens, Paris, 1907[42]
- Gabrielle Kueny, Jean Yoyotte, Grenoble, musée des Beaux-Arts, collection égyptienne, Édition de la réunion des musées nationaux, Paris, 1979,  (ISBN 2-7118-0050-4)
- Serge Lemoine, Le musée de Grenoble, Éditions musées et monuments de France, Paris, 1988,  (ISBN 2-907333-02-X)
- Annie Bosso, Sainte-Marie-d’en-Haut, Musée dauphinois, 1988,  (ISBN 2-905375-01-9)
- Fondation de l'hermitage, Chef-d'œuvre du musée de Grenoble, la bibliothèque des arts, Lausanne, 1992,  (ISBN 2-85047-204-2)
- Catherine Chevillot, Peinture et sculpture du XIXe siècle, réunion des musées nationaux, Paris, 1995,  (ISBN 2-7118-2964-2)
- Ivan Boccon-Perroud et Marie Savine, Un musée sans murs, Musée dauphinois/le Magasin, Grenoble, 1998
- Serge Lemoine, Image d'une collection, 200e anniversaire, Musée de Grenoble, 1999,  (ISBN 2-7118-3795-5)
- Yves Aupetitallot et Jean Guibal, Un musée sans murs, Édips, Dijon, 1999,  (ISBN 2-906732-64-8)
- Gilles Chomer, Peintures françaises avant 1815 - la collection du musée de Grenoble, Réunion des musées nationaux, Paris, 2000,  (ISBN 2-7118-2950-2)
- Sous la direction d'Yves Jocteur Montrozier, Mille ans d'écrits : trésors de la bibliothèque municipale de Grenoble, éditions Glénat, 2000,  (ISBN 2-7234-3344-7)
- Guy Tosatto, Les collections du musée de Grenoble, Éditions Artlys, 2004
- Hippolyte Müller, Collectif sous la direction de Jean-Pascal Jospin, Musée dauphinois, 2004,  (ISBN 2-905375-61-2)
- Laurick Zerbini, Collection d'art africain du musée de Grenoble, Musée de Grenoble, 2008,  (ISBN 978-88-7439-440-1)
- Catherine Chevillot, Peintures et sculptures du 19e siècle, Paris, réunion des musées nationaux, 1995, 558 p. (ISBN 978-2-7118-2964-4, lire en ligne)
- H. Falque & Félix Perrin, Une fête au musée de Grenoble, Librairie dauphinoise, Grenoble, 1900
- Lucile Duc, Musée de Grenoble, un itinéraire de passion, Éditions Artes-Publialp, 1994, Grenoble
- Yves Deshairs, 350 ans d'écoles d'art à Grenoble, Éditions de Belledonne, Grenoble, 2002,
- Collectif sous la direction de Geneviève Julliard, 100 ans de musique à Grenoble, l'Atelier, 2003,  (ISBN 2-84424-009-7)
- Jean-Claude Duclos, Cent ans, Musée dauphinois, Grenoble, 2006,  (ISBN 2-905375-89-2)
- Pierre Monnier, Jean Sgard, Les plaisirs de La Tronche, 2006, Université Stendhal, Grenoble,  (ISBN 2-84310079-8)[43]
- I. Lauzier, Grenoble visions d'une ville, peintures, dessins, estampes, Éditions Glénat, Grenoble, 2007,  (ISBN 2723460924)
- Joëlle Rochas, Museum de Grenoble : une histoire naturelle, Édition du Muséum de Grenoble, 2008,  (ISBN 978-2-906098-18-3)
- Alexandre Mavridis, Les Grecs à Grenoble, des pionniers à nos jours: deux siècles de liens, L'Harmattan, 2009,  (ISBN 978-2296090729)[44]
- Guide des collections du musée de Grenoble. Tome 1 – De l’antiquité au XIXe siècle, 2015, Musée de Grenoble,  (ISBN 978 2 84975 384 2)
- Valérie Huss (dir.), Grenoble et ses artistes au XIXe siècle (catalogue de l'exposition du 14 mars au 25 octobre 2020), Grenoble, Éditions Snoeck - Musée de Grenoble, 2020, 272 p. (ISBN 9461615949).

### Industrie
- Paul Sirand, Éducations de vers à soie en 1869 aux environs de Grenoble, Prudhomme éditeur, Grenoble, 1869[45]
- Pierre Léon, Naissance de la grande industrie en Dauphiné, PUF, 1954.
- Jean Linossier, Une famille d'industriels dauphinois, Bulletin de l'histoire de l'électricité no 13 de juin 1989, Bibliothèque municipale de Grenoble, cote V 39356
- Robert Smith, Bouchayer & Viallet, Bulletin de l'histoire de l'électricité no 14 de 1990, Bibliothèque municipale de Grenoble, cote V 34717
- Henri Morsel, Jean-François Parent, Les industries de la région grenobloise: itinéraire historique et géographie, Presses universitaires de Grenoble, 1991  (ISBN 2-7061-0400-7)
- Félix Torres, Une histoire pour l'avenir : Merlin Gerin 1920-1992, Albin Michel, Paris, 1992  (ISBN 2-226-05942-3)
  - 1992 : trad. anglaise : A story for the future : Merlin Gerin : 1920-1992, Albin Michel, Paris
- Patrice Ricard, Jean-Louis Pelon, Michel Silhol, Mémoires de viscosiers, Presses universitaires de Grenoble, 1992  (ISBN 2-7061-0460-0)
- Jean Domenichino, De la chimie et des hommes : histoire d'une entreprise, Rhône-Poulenc Pont-de-Claix, Presses universitaires de Grenoble, 1994  (ISBN 2-7061-0557-7)
- Collectif CCI de Grenoble (magazine Présences), 1900-2000 un siècle d'économie grenobloise, Imprimerie des deux Ponts, Gières, janvier 2000  (ISSN 0981-1869)
- Jacques Fontanel, L'avenir de Grenoble en questions : 60 Grenoblois répondent, Presses universitaires de Grenoble, 2002  (ISBN 9782706110931)
- Colette Perrin-Montarnal, Gantiers de Grenoble, des siècles d'histoire, Grenoble, éditions de Belledonne, 2002
- Hervé Bienfait, Une industrie dans la ville, Bouchayer & Viallet à Grenoble, Impr. Dumas-Titoulet, Saint-Étienne, 2004
- Cécile Gouy-Gilbert et Jean-François Parent, De la houille blanche à la microélectronique, Musée de la houille blanche, 2005,  (ISBN 2-905375-70-1)
- Anne Dalmasso et Eric Robert, Neyrpic Grenoble : histoire d'un pionnier de l'hydraulique mondiale, Ed. Dire l'entreprise, Renage, 2009,  (ISBN 978-2-9534279-0-5)
- Cédric Avenier, Les ciments de l'Isère, éditions Le Dauphiné libéré, 2010,  (ISSN 1273-0173)
- Ouvrage dirigé par Sylvie Vincent et Jean Guibal, Grenoble 1925 : la grande mutation, exposition internationale de la Houille blanche et du Tourisme, 2015,  (ISBN 978-2-35567-105-0)

### Science
- Sous la direction de Pierre Frappat, Grenoble, métropole des sciences, Grenoble Pôle Européen Universitaire et Scientifique, éditions Glénat, Grenoble, 1997  (ISBN 2-7234-2397-2)
- Michel Soutif, Grenoble, carrefour des sciences et de l'industrie, éditions le Dauphiné libéré, 2005  (ISSN 1273-0173)
- Bernard Jacrot, Des neutrons pour la science: histoire de l'institut Laue-Langevin, une coopération internationale particulièrement réussie, EDP science, Les Ulis, 2006,  (ISBN 2-86883-878-2)[46]
- Yves Ballu, De Mélusine à Minatec : 1956-2006 50 ans d'histoires du CENG devenu CEA Grenoble, Le Dauphiné libéré, Grenoble, 2010,  (ISBN 2-911739-81-7)

### Personnages
- Guy Allard, Œuvres diverses : Les gouverneurs et les lieutenans généraux au gouvernement de Dauphiné, Grenoble, Jean Verdier impr., 1704 (réimpr. Hyacinthe Gariel, Bibliothèque historique et littéraire du Dauphiné, t. 1, Grenoble, E. Allier impr., 1864, 489 p.)[47]
- Albert du Boys, Vie de Saint-Hugues, évêque de Grenoble, Prudhomme imprimeur libraire, Grenoble, 1837[48]
- Étienne Le Camus et Ulysse Chevalier, Catalogue des évêques de Grenoble, Imprimerie de Prudhomme, Grenoble, 1868[49]
- Léon de la Brière, Champollion inconnu, lettres inédites, Librairie Plon, Paris, 1897[50]
- Jovy Ernest, Société des sciences et arts de Vitry-le-François, Document inédit sur le séjour de Jean-Jacques Rousseau à Grenoble en 1768, Typographie J. Denis, Vitry-le-François, 1899[51]
- Léon de Beylié, Le musée de Grenoble, Éditeur librairie Renouard, H. Laurens, Paris, 1909
- Victor Del Litto, Un dauphinois méconnu : Louis-Joseph Jay, fondateur du musée de Grenoble, imprimerie Allier, 1946
- Jean Brian et André Bauloz (préf. Jean Perquelin, ill. Jean Brian), Noix de Grenoble : 150 caricatures (caricatures de personnalités grenobloises contemporaines), Dardelet, Grenoble, 1948 (OCLC 79167633, BNF 40362677)
- Monseigneur Alexandre Caillot (1861-1957), Eymond et fils, Grenoble, 1957
- Jean Godel, Le cardinal des montagnes, Étienne Le Camus, Presses universitaires de Grenoble, 1974
- A. Doyon, Xavier Jouvin, inventeur grenoblois et sa famille, Dayez éditions, Paris, 1976
- Jean Brian (ill. Jean Brian), Noix de Grenoble : récolte 1980 (caricatures de personnalités grenobloises contemporaines), Dardelet, Grenoble, 1980 (OCLC 79331911, BNF 34642949)
- Exposition Louis-Joseph Jay, sa vie, son œuvre, 2 tomes, Musée de Grenoble, 1983 (à l'occasion du bicentenaire de la naissance de Stendhal)
- Gisèle Godefroy, Raymond Girard, Les orfèvres du Dauphiné, Librairie Droz, Genève, 1985[52]
- Grenoble, Charles de Gaulle, Isère, Édition musée dauphinois, 1990,  (ISBN 2-905375-05-1)
- Michel Dewachter, Champollion : Un scribe pour l’Égypte, Gallimard, Paris, coll. « Découvertes Gallimard / Archéologie » (no 96), 1990,  (ISBN 2-07-053103-1)
- Gustave Rivet, parlementaire et poète dauphinois, bibliothèque municipale Grenoble, mai 1991
- Catherine Chevillot, Peintures et sculptures du 19e siècle, Paris, réunion des musées nationaux, 1995, 558 p.  (ISBN 9782711829644)
- Jean-François Parent et Jean-Louis Schwartzbrod, Deux hommes, une ville : Grenoble : Paul Mistral, Hubert Dubedout, Éditions La Pensée Sauvage, 1995,  (ISBN 2859191119)
- Lucien Ratel, Hubert Dubedout : le bâtisseur : 1965-1983, Éditions de Belledonne, 1996,  (ISBN 2-911148-15-0)
- Marianne Clerc, Hache : ébénistes à Grenoble, éditeur, Glénat- Musée dauphinois, 1997,  (ISBN 2-7234-2398-0)
- Pierre Ducros, Pierre Frappat, François Lalande et René Rizzardo, Action municipale, innovation politique et décentralisation : les années Dubedout à Grenoble, Éditions La Pensée Sauvage, 1998,  (ISBN 2859191461)
- Claude Muller, Les oubliés de l'histoire, Éditions de Belledonne, 1998,  (ISBN 2-911148-32-0)
- Sous la direction de Laurence Hualt-Nesme, Isabelle Julia, Henry Nesme, Hébert entre romantisme et symbolisme, 1817-1908, édité par le Musée Hébert (La Tronche), 2003,  (ISBN 2-905375-53-1)
- Hubert Arnaud, Histoire de la géologie grenobloise, Éditeur : Association Dolomieu, Grenoble, 2008,  (ISBN 9782953144406)
- Claude Muller, Édouard Rey, le gantier qui métamorphosa Grenoble, Cirig, Grenoble, 2009,  (ISBN 978-2-917984-06-2)
- Danielle Bal, Jean-François Klein, Roland Mourer, Caroline Herbelin, Le Général de Beylié 1849-1910 - collectionneur et mécène, Éditeur Milan 5 Continents, Paris, 2010,  (ISBN 978-88-7439-563-7)
- Isabelle Delestre, Charles Paillet, Valeria Ostapenko et Jeanne Monin, Stéphane Jay, gantier, maire de Grenoble, Éditions CIRIG et ASP2G, Grenoble, 2011,  (ISBN 978-2-917984-07-9)
- Joannès Praz, Mgr Alexandre Caillot (1861-1957), évêque de Grenoble, L'Harmattan, Paris, 2013,  (ISBN 978-2-343-02194-2)
- Daniel Sage, Georges Blanchon cet homme protée libre et généreux, La Glisse, Grenoble, 2023,  (ISBN 978-2-9539879-1-1)

### Services
- Jacques-Joseph Champollion-Figeac, Notice des accroissements de la bibliothèque de la ville de Grenoble pendant l'année 1808, Imprimerie J.H. Peyronard, Grenoble, 1809[53]
- Pierre Antoine Amédée Ducoin, Catalogue des livres que renferme la bibliothèque publique de Grenoble, Tome 3, Baratier père et fils, Grenoble, 1839[54]
- Jacques Berriat-Saint-Prix, Histoire de l'ancienne université de Grenoble, Imprimerie L. Borel, Valence, 1839[55]
- Bulletin de la Société de statistique des sciences naturelles et des arts industriels du département de l'Isère, tome II, imprimerie de Prudhomme, Grenoble, 1841[56]
- Jean-Baptiste Verlot, Catalogue des plantes cultivées au Jardin botanique de la ville de Grenoble en 1856, Imprimeur Mainsonville, Grenoble, 1857[57]
- Edmond Maignien, L'imprimerie, les imprimeurs et les libraires à Grenoble du XVe au XVIIIe siècle, Dupont, 1884
- Ernest Gallois, Société de médecine et de pharmacie de l'Isère. Rapport de la commission sur les projets de transfert de l'hôpital-hospice. Grenoble : impr. de F. Allier père et fils, 1888
- Auguste Prudhomme, Inventaire sommaire des archives historiques de l'Hôpital de Grenoble, F. Allier, Grenoble, 1892[58].
- Arthur Bordier, La médecine à Grenoble, notes pour servir à l'histoire de l'École de Médecine et de Pharmacie, Imprimerie Rigaudin, Grenoble, 1896[59]
- Louis Royer, Edmond Maignien, Catalogue des livres et manuscrits du fonds dauphinois de la Bibliothèque municipale de Grenoble, Imprimerie Allier frères, Grenoble, 1908[60]
- Université de Grenoble 1339-1939, imprimerie Allier père et fils, Grenoble, 1939
- Léon Plantier, Histoire des sapeurs-pompiers de la ville de Grenoble, Imprimerie Allier, 1962
- Henri Daudignon, Hôpitaux de Grenoble, éditions de la Société de Presses Alpines, Grenoble, 1972
- Jean Robert, Histoire des transports dans les villes de France, 1974
- Patrice Cugnetti, L’hôpital de Grenoble des origines à la fin du Second Empire (XIe siècle-1870). Grenoble : Ed. du CRHESI, 1980, 2 vol.
- Dominique Allemand et Patrice Bouillin, Le tramway de Grenoble à Chapareillan, Presses & Éditions Ferroviaires, 1985,  (ISBN 2-905-447-02-8)
- Jean-Marie Guétat, William Lachenal et Georges Muller, Du Tram au TAG, éditions La Vie du Rail, 1987,  (ISBN 2-902-808-27-5)
- Paul Dreyfus, La faculté de médecine de Grenoble, 1990
- Renée Colardelle, Saint-Laurent et les cimetières de Grenoble du IVe au XVIIIe siècle. Actes du Colloque Vie et mort du cimetière chrétien, C.N.R.S., Orléans, 1995, 11e supplément à la Revue Archéologique du Centre de la France, 1996
- Histoire des hôpitaux de Grenoble, L'Hospitalier, no 61, avril 1997, CHU de Grenoble
- Association Musée grenoblois des sciences médicales, De la charité aux soins : histoire de l'hôpital à Grenoble. La Tronche : Musée grenoblois des sciences médicales-CHU Grenoble, 1996
- Médecines et secours en montagne, Musée Grenoblois des sciences médicales, Grenoble, 1998
- Philippe Guirimand et Patrice Bouillin, Le Chemin de Fer de Grenoble à Villard-de-Lans, Presses & Éditions Ferroviaires, 2000,  (ISBN 9782905447159)
- Association Musée grenoblois des sciences médicales, Une histoire des pratiques médicales à l'hôpital de Grenoble au XXe siècle, Grenoble : Musée grenoblois des sciences médicales, 2001
- Vaincre la tuberculose, un fléau en Isère au XXe siècle, Musée Grenoblois des sciences médicales, Grenoble, 2004
- Isabelle Delestre, L'aventure de Gaz Électricité de Grenoble, Éditions Glénat, Grenoble, 2004,  (ISBN 2-7234-4562-3)
- Christian Sadoux, Le tramway à Grenoble : Un siècle d'histoire, Éditions Le Dauphiné Libéré, 2007  (ISBN 978-2916272184)
- Béatrice Méténier, L'eau de Grenoble, un patrimoine en héritage, Éditions Critères, 2013,  (ISBN 978-2917829738)

### Jeux olympiques de 1968
- Rapport officiel des jeux olympiques d'hiver de 1968
- André-Georges Dassaud, Fantastique Grenoble… Xe Jeux olympiques d'hiver, Ed. B. Arthaud, 1968
- Claude Francillon, Chamonix 24, Grenoble 68, Albertville 92 : le roman des jeux, Éditions Glénat, Grenoble, 1991,  (ISBN 2-7234-1418-3)
- Pierre Arnaud, Thierry Terret, Le rêve blanc, Presses universitaires de Bordeaux, 1993,  (ISBN 2-86781-134-1)[61]
- Paul Zilbertin et Honoré Bonnet, L'année des médailles : Grenoble 1968, Atlantica, Biarritz, 1997,  (ISBN 978-2-8439402-2-4)
- Alain Arvin-Berod, Les Neiges de Grenoble : 1968-2008, éd. Conservatoire observatoire laboratoire des Jeux olympiques de Grenoble, Deux ponts, Bresson, 2008,  (ISBN 978-2-9530044-2-7)
- Gilles Chappaz et Bruno Kauffmann, Le jour JO : Comment ils sont devenus champions olympiques, Grenoble, Glénat, 2017, 360 p. (ISBN 978-2-344-02354-9).
- Musée dauphinois, Grenoble 1968 : Les Jeux olympiques qui ont changé l'Isère, Grenoble, Glénat, 2018, 192 p. (ISBN 978-2-344-02590-1).

### Sports
- Florent Cotté, La création du Grenoble Foot 38 ou le nouveau départ du football à Grenoble, Institut d'études politiques de Grenoble, 2001, 242 pages
- Stéphane Pulze, Les heures de gloires du FCG, Éditions Le Dauphiné libéré, Veurey, 2005,  (ISBN 2-911739-80-9)
- Matthieu Lesieur, Stéphane Osternaud, VTT au départ de Grenoble, Éditions Libris, Grenoble, 2007,  (ISBN 978-2-84799-142-0)
- Jean-Paul Rousselet, Balades à vélo autour de Grenoble, Éditions Glénat, Grenoble, 2009,  (ISBN 978-2-7234-6963-0)

### Tourisme
- Annuaire de la société des touristes du Dauphiné, Allier frères, Grenoble, 1914[62]
- Ch. Vellot, Guide du voyageur à Grenoble et dans ses environs, et aux eaux thermales du département de l'Isère, Librairie de l'académie, Grenoble, 1851[63]
- sous la direction de Jean Guibal et Sylvie Vincent, Grenoble 1925, la grande mutation, Musée dauphinois, 2015,  (ISBN 978-2-35567-105-0)

### Patois dauphinois
- Albert Ravanat, Dictionnaire du patois des environs de Grenoble, Jules Rey éditeur, Grenoble, 1911[64]

### Légendes et énigmes
- Jean Tardin, Histoire naturelle de la fontaine qui brusle pres de Grenoble, Tournon, 1618[65]
- Gilbert Coffano, Dauphiné mystérieux et légendaire, La Fontaine de siloé, Montmélian, 1999  (ISBN 2-84206-114-4)
- Claude Muller, Les mystères du Dauphiné, Éditions De Borée, Romagnat, 2006  (ISBN 2-84494-086-2)[66]
- Paul Berret, Au Pays des brûleurs de loups : contes & légendes du Dauphiné, Pyrémonde, 2006  (ISBN 2-84618-357-0)